# Delta Phoenicis
Delta Phoenicis (δ Phe / δ Phoenicis) è una stella della costellazione della Fenice. La sua magnitudine apparente è +3,95 e dista 142 anni luce dalla Terra.

## Osservazione
Si tratta di una stella situata nell'emisfero australe celeste, e la sua posizione moderatamente australe fa sì che questa stella sia osservabile specialmente dall'emisfero sud, in cui si mostra alta nel cielo nella fascia temperata; dall'emisfero boreale la sua osservazione risulta invece più penalizzata, specialmente al di fuori della sua fascia tropicale, e risulta invisibile più a nord del parallelo 41°N. La sua magnitudine pari a 3,95 le consente di essere scorta anche dai piccoli centri urbani, sebbene un cielo non eccessivamente inquinato sia maggiormente indicato per la sua individuazione.
Il periodo migliore per la sua osservazione nel cielo serale ricade nei mesi compresi fra luglio e novembre; nell'emisfero sud è visibile anche per buona parte dell'inverno, grazie alla declinazione australe della stella, mentre nell'emisfero nord può essere osservata in particolare durante i mesi autunnali boreali.

## Caratteristiche fisiche
δ Phoenicis è una gigante gialla di classe spettrale G9III; ha una massa dell'84% superiore a quella solare, una temperatura superficiale di 4750 K circa ed una luminosità 60 volte superiore a quella del Sole. Come altre stelle di questa classe, sta entrando nell'ultima fase della propria esistenza, che si concluderà quando diverrà una piccola e densa nana bianca.